# Sheik Yerbouti
Sheik Yerbouti je dvojitý vinyl Franka Zappy, složený z materiálu zaznamenaného v roce 1977 a 1978. Poprvé byl vydán 3. března 1979 jako první vydané album na Zappa Records. Distribuce alba byla provedena společností C.B.S.. Reedice na CD byly vydány u EMI v roce 1986 a u Rykodisc v roce 1990 a 1995.
Základní nahrávky byly pořízeny živě na koncertech pomocí mobilních nahrávacích studií The Basic Street Truck, Tfemanor Truck, The RCA Truck, The Ol' Four Truck. Následně byly nahrávky dotvářeny, upravovány a míchány ve studiu The Village Recorders. Zappa s výchozím zvukovým materiálem také experimentoval, například ve skladbě Rubber Shirt je metodou xenochrony zkombinována nahrávka bicích Terryho Bozzia z jedné skladby s nahrávkou basové kytary Patricka O'Hearna ze skladby jiné, přičemž je změněna rychlost basové linky. Na výsledné zvukové podobě alba měl velký podíl tehdy mladičký zvukový mistr Joe Chicarelli, který se tímto albem prosadil.
Skladatelem všech skladeb je Frank Zappa s výjimkou skladby Rubber Shirt, jejímiž autory jsou Frank Zappa, Terry Bozzio a Patrick O'Hearn.

## Seznam skladeb

### Strana 1
1. "I Have Been in You" – 3:33
2. "Flakes" – 6:41
3. "Broken Hearts Are for Assholes" – 3:42
4. "I'm So Cute" – 3:09 (1995 CD) 4:20 (Vinyl a EMI CD)

### Strana 2
1. "Jones Crusher" – 2:49
2. "What Ever Happened to All the Fun in the World" – 0:33
3. "Rat Tomago" – 5:17
4. "Wait a Minute" – 0:31
5. "Bobby Brown Goes Down" – 2:49
6. "Rubber Shirt" – 2:45
7. "The Sheik Yerbouti Tango" – 3:56

### Strana 3
1. "Baby Snakes" – 1:50
2. "Tryin' to Grow a Chin" – 3:31
3. "City of Tiny Lites" – 5:32
4. "Dancin' Fool" – 3:43
5. "Jewish Princess" – 3:16

### Strana 4
1. "Wild Love" – 4:09
2. "Yo' Mama" – 12:36

## Sestava
- Frank Zappa – sólová kytara, zpěv
- Adrian Belew – doprovodná kytara, zpěv
- Tommy Mars – klávesové nástroje, zpěv
- Peter Wolf – klávesové nástroje
- Patrick O'Hearn – basová kytara, zpěv
- Terry Bozzio – bicí, zpěv
- Ed Mann – perkuse, zpěv
- David Ocker – klarinet ve skladbě "Wild Love"
- Napoleon Murphy Brock – doprovodný zpěv
- Andre Lewis – doprovodný zpěv
- Randy Thornton – doprovodný zpěv
- Davey Moire – Zpěv

- zvukoví inženýři základních nahrávek – Peter Henderson, Davey Moire, Claus Wiedemann, Kerry McNabb
- zvukoví inženýři studiových nahrávek a úprav – Joe Chicarelli, Frank Zappa